# Lyogyrus pupoidea
Lyogyrus pupoidea är en snäckart som beskrevs av Gould. Lyogyrus pupoidea ingår i släktet Lyogyrus och familjen tusensnäckor. Inga underarter finns listade i Catalogue of Life.